# Neu Fahrland
Neu Fahrland ist ein Ortsteil von Potsdam. Bis 2003 gehörte die Gemeinde zum Amt Fahrland (Landkreis Potsdam-Mittelmark).

## Lage
Neu Fahrland liegt im Norden von Potsdam und wird von der B 2 durchschnitten. Der Ortsteil grenzt im Norden an die Potsdamer Ortsteile Fahrland und Krampnitz. Im Uhrzeigersinn wird der Ortsteil im Osten durch den Krampnitzsee und den Lehnitzsee begrenzt, im Süden durch den Jungfernsee, den Sacrow-Paretzer Kanal und den Weißen See, im Westen durch den Fahrlander See und stellt somit einen fast vollständig vom Wasser umschlossenen „Fünf-Seen-Ortsteil“ dar. Die höchste Erhebung im Nahbereich ist der 85 m ü. NHN hohe Kirchberg, das sind hier ca. 35 m sichtbare Höhe, da der Fuß des Hügels auf einer Höhe von etwa 50 m ü. NN liegt. Er ist vom Waldgebiet Heineholz umgeben, das erdgeschichtlich den Rest einer eiszeitlichen Endmoräne darstellt.

## Geschichte

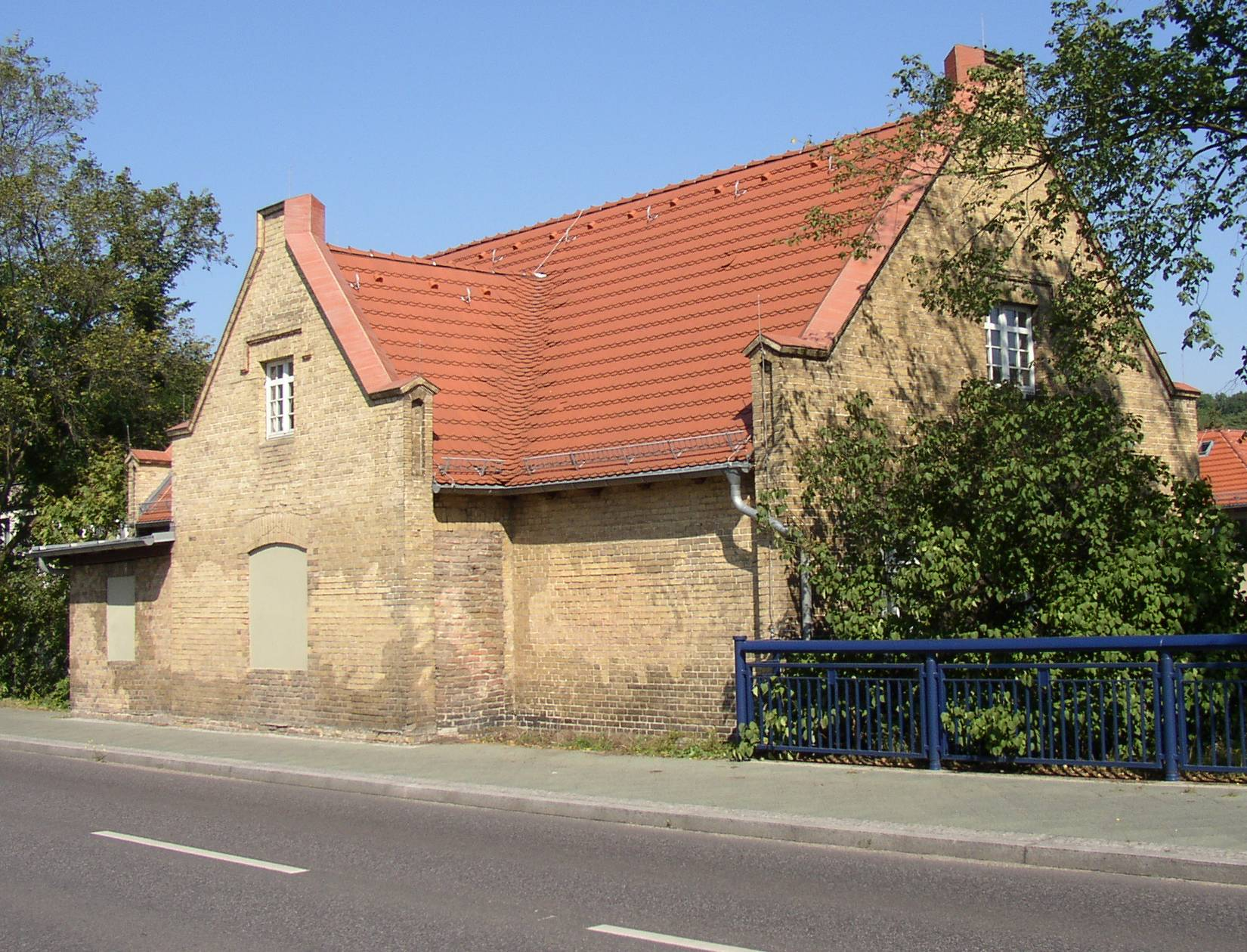
Chausseehaus

Neufahrland entstand als Kolonie der Gemeinde Fahrland und wurde erstmals als Neu-Fahrland im Jahr 1861 urkundlich erwähnt. Es handelte sich um eine neu entstandene Gartensiedlung, die auf der wüsten Feldmark Heinholz entstanden war. Dort gab es bereits im Jahr 1860 ein Chausseehaus sowie vier Wohnhäuser, in denen 63 Personen lebten (1858). Im Jahr 1894 lebten im Dorf ein Waschmeister, vier Büdner, ein Schankwirt, ein Kaufmann, ein Maurerpolier, ein Milchhändler, zwei Rentner sowie fünf weitere Einwohner. Neu Fahrland war zu dieser Zeit eine Gemeinde des Kreises Osthavelland. Am 1. April 1939 wurde der Ort in den Stadtkreis Potsdam umgegliedert.
Am 25. Juli 1952 wurde er aus Potsdam ausgegliedert und somit wieder selbständig mit dem Wohnplatz Am Kirchberg (1957). Im Jahr 1958 bestand im Ort eine GPG Neuer Obstbau mit 15 Mitgliedern und 76 Hektar Fläche, die bis 1960 auf 47 Mitglieder und 110 Hektar Fläche anwuchs. Im Jahr 1965 schloss sich die LPG Typ III in Kartzow sowie zwei Jahre später die LPG Typ I in Satzkorn an die GPG an. Die Einwohnerzahl war mittlerweile auf 1020 Personen angewachsen (1964). Durch die starke Bautätigkeit nach 1990 ist die Bevölkerungszahl von etwa 900 im Jahre 1990 auf 1550 im Jahre 2016 gestiegen.
Im Zusammenhang mit der Brandenburgischen Gemeindegebietsreform wurde Neu Fahrland nach Potsdam eingemeindet: Im Gegensatz zu anderen Gemeinden stimmten bei einem Bürgerentscheid am 27. Januar 2002 mehr als zwei Drittel (67,7 %) der zur Wahl gegangenen Wahlberechtigten für die Eingliederung der Gemeinde Neu Fahrland in die Landeshauptstadt Potsdam. Diese fand mit Wirkung zum 26. Oktober 2003 statt. Seitdem lautet die offizielle Bezeichnung: 14476 Potsdam Ortsteil (OT) Neu Fahrland. Der 2019 gewählte Ortsbeirat ist ehrenamtlich tätig und hat eine Ortsvorsteherin und drei Ortsbeiratsmitglieder (Stand 2022).

## Sehenswürdigkeiten und Kultur, Sport
- Bassewitz-Denkmal

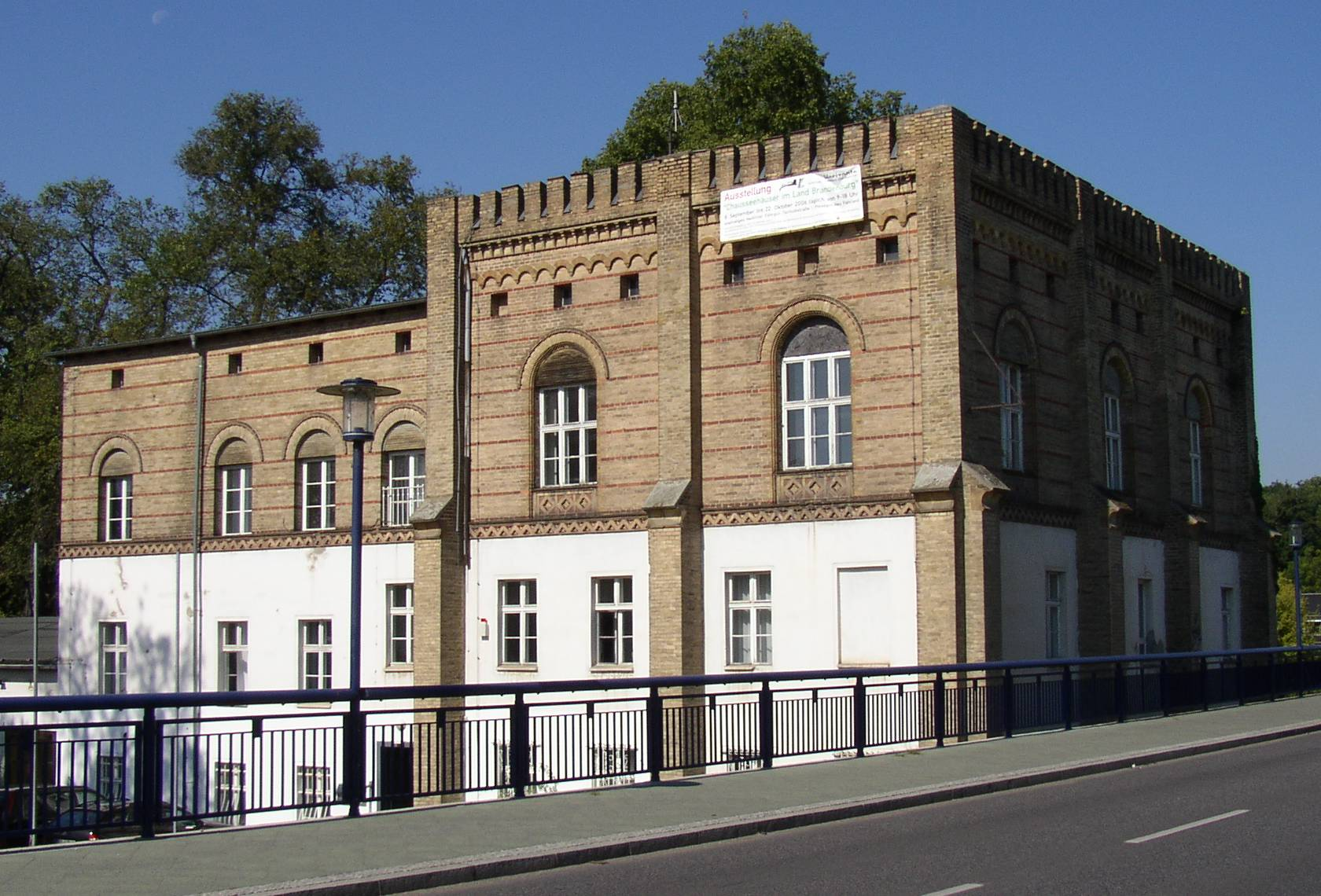
Nedlitzer Fährgut

- Gutshaus „Nedlitzer Fähre“ und Gutspark am Ufer des Lehnitzsees: Das 1778–1780 von Heinrich Ludwig Manger errichtete Gutshaus wurde um 1850 von Ludwig Persius überbaut.
- Kirchberg mit Aussichtsplattform
- Nedlitzer Nordbrücke, auch Persius-Brücke genannt
- Nedlitzer Südbrücke (Brücke des Friedens)
- Villa Adlon
- Villa Siemens (Heinenhof)
- Villa von Diringshofen, auch als Villa Sigismund bekannt
- Möglichkeiten der Freizeitgestaltung bietet der Kultur- und Sportclub 2000 mit verschiedenen Abteilungen, die Freiwillige Feuerwehr, ein Senioren- und Behindertenclub, die Kita Kinderland mit eigenem Förderverein und ein Anglerverein.

## Wirtschaft und Medien, Verkehr und Infrastruktur
- Die Heinrich-Heine-Reha-Fachklinik existiert seit 1952, wurde 1994 neu errichtet und 2012 erweitert.
- Kindertagesstätte „Kinderland“ mit integrierter Gemeindenutzung. 70 bis 90 Kinder können ganztägig betreut werden.
- Die mit der Ausgabe Juli/August 2009 eingestellte Zeitschrift „Der Neu Fahrländer Landbote“ mit Beiträgen aus dem Ort und der Region erschien alle zwei Monate und ging ab Oktober 2009 in der Regionalzeitschrift „Heveller“ auf.
- Seit 2018 gibt es zusätzlich das in Neu Fahrland produzierte kostenlose Magazin „Der Potsdamer“.
- Fünf Buslinien verbinden den Ort in 15 Minuten mit Potsdam, in 30 Minuten mit Berlin-Spandau und dem Umland. Neu Fahrland ist über den westlichen Berliner Autobahnring der A 10 an das Autobahnnetz angebunden. Die Entfernung des Ortes zur Abfahrt Potsdam Nord beträgt ungefähr 9 km.

## Mit Neu Fahrland verbundene Persönlichkeiten
- Ingeborg Bohne-Fiegert (1921–2008), Textilgestalterin und Fachbuchautorin